# White City (London Underground)

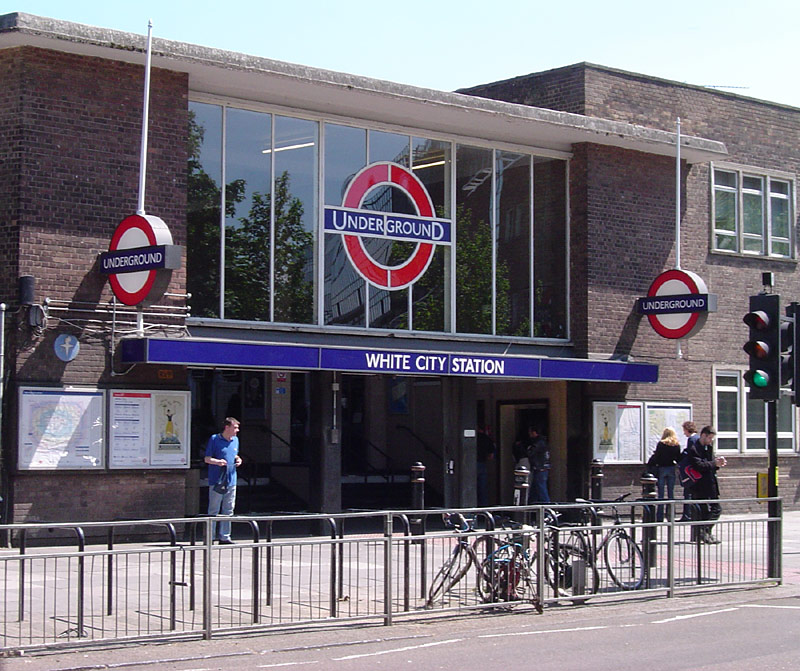
Station White City

Lage der verschiedenen Stationen um Shepherd’s Bush

White City ist eine oberirdische Station der London Underground im Stadtbezirk London Borough of Hammersmith and Fulham. Sie liegt in der Travelcard-Tarifzone 2 an der Wood Lane. Im Jahr 2014 nutzten 7,51 Millionen Fahrgäste die von der Central Line bediente Station.

## Anlage
Schräg gegenüber auf der anderen Straßenseite befindet sich das BBC Television Centre, das Sendezentrum der British Broadcasting Corporation. Ebenfalls in der Nähe liegt Loftus Road, das Stadion des Fußballvereins Queens Park Rangers. Unmittelbar südlich der Station beginnt der Innenstadttunnel der Central Line. Die Station liegt an einem der wenigen Streckenabschnitte im Netz der London Underground, wo Rechtsverkehr herrscht. Der Grund ist die etwas weiter südlich gelegene, mittlerweile stillgelegte Station Wood Lane, die 1908 als damalige westliche Endstation eröffnet und in Form einer Wendeschleife errichtet worden war. Auf halbem Weg zur nächstfolgenden Station East Acton kreuzen sich die beiden Streckengleise und wechseln wieder auf Linksverkehr. Die Station selbst besitzt drei Gleise, wobei das mittlere Gleis auf beiden Seiten von einem Bahnsteig begrenzt wird und somit von Zügen aus beiden Richtungen befahren werden kann. Wendende Züge können von hier aus das Depot White City erreichen.

## Geschichte
Die Eröffnung der Station erfolgte am 23. November 1947 an der bereits seit 1920 bestehenden Strecke. White City sollte die etwas weiter südlich gelegene Station Wood Lane ersetzen. Die Bauarbeiten begannen 1938, ruhten aber wegen des Zweiten Weltkriegs mehrere Jahre lang. Der architektonische Entwurf der Station erhielt 1951 eine Auszeichnung am Festival of Britain, woran eine Erinnerungsplakette am Haupteingang erinnert.
In unmittelbarer Nähe ist seit 2008 die Station Wood Lane an der Hammersmith & City Line in Betrieb. Dadurch wird einerseits das Stadtentwicklungsprojekt Westfield London besser erschlossen, andererseits besteht seither eine Umsteigemöglichkeit.